# NGC 362
Az NGC 362 (más néven Caldwell 104) egy gömbhalmaz a Tucana (Tukán) csillagképben.

## Felfedezése
Az NGC 362 gömbhalmazt James Dunlop fedezte fel 1826. augusztus 1-jén, majd katalogizálta, Dunlop 62  néven.

## Tudományos adatok
A Kis Magellán-felhő mellett fekszik, ugyanúgy mint a 47 Tucanae.
Az NGC 362 magja nagyon tömör, a 3. és 4. legnagyobb centrális felületi fényességgel rendelkezik.

## Megfigyelési lehetőség
Magyarországról nem látható. Az északi szélesség 7°-tól délre fekvő területekről időnként megfigyelhető.